# استخوان‌ها و همه
استخوان‌ها و همه‌ (انگلیسی: Bones and All) یک فیلم جاده‌ای آمریکایی-ایتالیایی در ژانر بلوغ عاشقانه-ترسناک به کارگردانی لوکا گوادانینو و نویسندگی دیوید کاجگانیچ با بازی تیلور راسل و تیموتی شالامی است. این فیلم بر اساس رمانی از کامیل دی‌آنجلیس ساخته شده‌است.
استخوان‌ها و همه‌ برای نخستین بار در هفتاد و نهمین دوره جشنواره بین‌المللی فیلم ونیز در ۲ سپتامبر ۲۰۲۲ نمایش داده شد و جایزه شیر نقره‌ای را برای بهترین کارگردانی دریافت کرد و در ۲۳ نوامبر توسط مترو گلدوین میر (از طریق یونایتد آرتیستس) در ایالات متحده و توسط برادران وارنر پیکچرز در سایر نقاط جهان اکران شد. این فیلم به‌خاطر عملکرد بازیگران اصلی، کارگردانی، فیلم‌برداری و تلفیقی از ژانرها، بازخوردهای مثبت منتقدان را دریافت کرد.

## داستان
در دهه ۱۹۸۰ در ویرجینیا، نوجوانی به نام مارن یرلی انگشت دختری را گاز می‌گیرد و تا حدی آن را قطع می‌کند. او و پدر مجردش، فرانک، به سرعت به مریلند نقل مکان می‌کنند. اندکی پس از تولد هجده سالگی مارن، پدرش فرانک او را ترک می‌کند و پول نقد، شناسنامه‌اش و یک نوار را به جا می‌گذارد. فرانک در نوار، داستان اولین قسمت آدم‌خواری مارن را بازگو می‌کند، زمانی که او در سن سه سالگی پرستار خود را کشت. وقایع مشابه در طول سالها ادامه یافت و در حالی که فرانک به او کمک کرد تا از عواقب فرار کند، او از عدم پشیمانی مارن ناراحت بود. او نوار را با این امید که مارن بر اصرار خود غلبه کند، پایان می‌دهد.
مارن که که هیچ خاطره‌ای از مادرش ژانل ندارد، به امید یافتن او به زادگاه او مینه‌سوتا می‌رود. او با اتوبوس به کلمبوس، اوهایو می‌رسد، و در آنجا با مردی عجیب و غریب و همنوع «انسان‌خوار» به‌نام سالی روبرو می‌شود که مارن را از روی بویش پیدا کرده‌است. او سالی را به خانه‌ای تعقیب می‌کند که در آن زنی مسن در آستانه مرگ است. مارن صبح از خواب بیدار می‌شود و سالی را در حال خوردن جسد زن کشف می‌کند و به او می‌پیوندد. مارن اندکی پس از آن فرار می‌کند.
در حین دزدی لوازم از فروشگاهی در ایندیانا، مارن با لی، یکی از همنوعان آدم‌خوار آشنا می‌شود. لی سپس مردی را که یک مشتری را در فروشگاه اذیت می‌کرد، می‌کشد و می‌خورد. لی با دزدیدن کامیون قربانیش، به مارن پیشنهاد می‌دهد که با او همسفر شود. در حالی که آنها یک سفر جاده‌ای را آغاز می‌کنند، مارن و لی عاشق یکدیگر می‌شوند. در طول اقامت کوتاهی در زادگاه لی در کنتاکی، مارن متوجه عدم تمایل او به بحث در مورد غیبت پدرش و دلیل اجتناب لی از دیده‌شدن در اطراف شهر می‌شود. خواهر کوچکترش، کایلا، که از ماهیت واقعی لی بی‌خبر است، او را به خاطر رفتن مداومش تنبیه می‌کند.
مارن و لی با جیک و براد که به نظر می‌رسد یک جفت آدم‌خوار باشند، روبرو می‌شوند. مارن از این واقعیت که براد احساسات آنها را به اشتراک نمی‌گذارد، و در عوض داوطلبانه انتخاب می‌کند که درگیر آدم‌خواری باشد، شوریده‌است. جیک همچنین در مورد شدت خوردن یک بدن با «استخوان‌ها و همه‌چیز» صحبت می‌کند. لی و مارن وقتی مردها خوابند از آنجا دور می‌شوند.
پس از اینکه مارن در حین توقف در یک کارناوال محلی ابراز گرسنگی می‌کند، لی یک کارگر مرد در یک غرفه گشت‌زنی می‌کند و او را می‌کشد. پس از اینکه این زوج جسد قربانی را می‌خوردند، مارن ابراز گناه می‌کند زیرا متوجه می‌شود که این مرد متأهل بوده و خانواده دارد.
مارن با استفاده از دایرکتوری دفترچه تلفن، خانه مادربزرگش باربارا را پیدا می‌کند که هیچ اطلاع قبلی از وجود او نداشت. باربارا اعتراف می‌کند که او و همسرش، ژانل را در بدو تولد به فرزندی پذیرفته‌اند و از آن زمان ژانل به‌طور داوطلبانه خود را در یک بیمارستان روانی در فرگس فالز پذیرفته‌است.
مارن با ژانل ملاقات می‌کند که دستانش را خودخواری کرده‌است. مارن نامه‌ای را می‌خواند که ژانل برای او نوشته بود؛ نامه با اعتقاد ژانل به پایان می‌رسد که مارن بهتر است بمیرد. ژانل به مارن حمله می‌کند، اما توسط یک پرستار مهار می‌شود. مارن در حالی که لی خواب است می‌رود و در نهایت سالی که او را تعقیب می‌کرد به او نزدیک می‌شود. سالی او را سرزنش می‌کند و باعث می‌شود با عصبانیت او را ترک کند. وقتی لی متوجه می‌شود که مارن رفته‌است، تصمیم می‌گیرد به خانه بازگردد.
پس از مدتی، مارن به کنتاکی بازمی‌گردد. در آنجا با کایلا برخورد می‌کند که به او می‌گوید که در شب ناپدید شدن پدر شرور و معتادشان، او هر دو فرزندش را کتک زد و ناپدید شد در حالی که کایلا برای تماس با پلیس دوید. لی که در ابتدا مظنون اصلی محسوب می‌شد، زمانی که ثابت شد که خون روی او مال خودش بود، از دخالت پاک شد. پس از اینکه مارن دوباره با لی متحد می‌شود، آنها رابطه خود را دوباره احیا می‌کنند و به سمت غرب سفر می‌کنند. لی به مارن فاش می‌کند که پدرش نیز آدم‌خوار بوده و پسرش را در جریان درگیری‌هایشان گاز گرفته و لی در نهایت از او تغذیه کرده‌است. مارن عشق خود را به لی اعلام می‌کند و آن دو تصمیم می‌گیرند که یک زندگی عادی با هم داشته باشند.
ماه‌ها بعد، این زوج در آن آربر، میشیگان، جایی که مارن در یک کتاب‌فروشی دانشگاه کار می‌کند، با خوشحالی زندگی می‌کنند. او یک روز به خانه برمی گردد و متوجه می‌شود که سالی وارد آپارتمان آنها شده‌است و چاقو در دست به او طعنه می‌زند. پس از بازگشت لی، این زوج موفق به کشتن سالی می‌شوند، اما لی در این مبارزه به طرز مرگباری مجروح می‌شود. مارن در حین جست‌وجوی کیف سالی، دسته‌هایی از موهای کایلا را پیدا می‌کند و متوجه می‌شود که او نیز قربانی سالی شده‌است. لی آرزوی خود را برای خورده‌شدن توسط مارن در هنگام مرگ ابراز می‌کند، «استخوان‌ها و همه‌چیز»، که مارن در نهایت از آن پیروی می‌کند.

## بازیگران
- تیلور راسل در نقش مارن یرلی
- تیموتی شالامی در نقش لی
- مارک رایلنس در نقش سالی
- مایکل استولبارگ در نقش جیک
- اندره هلند در نقش فرانک یرلی، پدر مارن
- کلویی سونی در نقش جنل یرلی، مادر مارن
- دیوید گوردون گرین در نقش برد
- جسیکا هارپر در نقش باربارا کرنز، مادربزرگ مارن
- جیک هوروویتز
- آنا کاب در نقش کایلا، خواهر لی
- کندل کافی در نقش شِری

## تولید
در ۲۸ ژانویه ۲۰۲۱ اعلام شد که تیموتی شالامی و تیلور راسل در فیلم استخوان‌ها و همه‌ به کارگردانی لوکا گوادانینو بازی خواهند کرد. مراحل فیلم‌برداری در می ۲۰۲۱ آغاز شد و در آن زمان مارک رایلنس، مایکل استولبارگ، اندره هالند، جسیکا هارپر، کلویی سونی، فرانچسکا اسکورسیزی و دیوید گوردون گرین به گروه بازیگران پیوستند. مراحل فیلم‌برداری در سینسیناتی، اوهایو به طول انجامید که آن را به اولین مجموعه فیلم گوادانینو تبدیل می‌کند که در ایالات متحده ساخته شده‌است. تولید تحت تأثیر خرابی‌هایی قرار گرفت که برای برخی از خودروهای عوامل رخ داد و منجر به ارائه درخواستی به شورای شهر سینسیناتی در اواخر ژوئن برای ارائه ۵۰۰۰۰ دلار برای افزایش امنیت شد. در حالی که برخی انتقادات در مورد استفاده پیشنهادی از وجوه مالیات دهندگان برای یک شرکت خصوصی وجود داشت، شورای شهر در نهایت اقدامی را برای اعطای این بودجه به تصویب رساند. فیلم‌برداری در ژوئیه ۲۰۲۱ به پایان رسید.
گوادانینو گفت که استخوان‌ها و همه‌ «داستانی بسیار رمانتیک است، در مورد غیرممکن بودن عشق و در عین حال، نیاز به آن. حتی در شرایط سخت.» او همچنین گفت که شالامی و راسل «قدرت درخشانی» دارند و می‌توانند «احساسات همگانی» را به تصویر بکشند.

## انتشار
در مارس ۲۰۲۲، مترو گلدوین میر حق پخش جهانی فیلم را به دست آورد و آن را از طریق یونایتد آرتیستس اکران خواهد کرد. این اولین فیلمی است که توسط MGM پس از ادغام با آمازون در ۱۷ مارس ۲۰۲۲ خریداری شد. ویژن دیستربیوشن فیلم را در ایتالیا اکران کرد.

## بازخورد

### فروش گیشه
استخوان‌ها و همه ۷٫۸ میلیون دلار در ایالات متحده و کانادا، و ۶٫۳ میلیون دلار در مناطق دیگر جهان به دست آورد، که در مجموع به فروش جهانیِ ۱۴٫۵ میلیون دلار رسید. این عملکرد در برابر بودجه ۱۶ تا ۲۰ میلیون دلاری آن ضعیف اعلام شد.
در آخر هفته افتتاحیه محدود، استخوان‌ها و همه از پنج سینما ۱۲۰٫۰۰۰ دلار فروش کرد. این فیلم در کنار گلس آنین: یک چاقوکشی اسرارآمیز، دنیای عجیب، از خودگذشتگی و خانواده فیبلمن اکران شد و پیش‌بینی می‌شد در آخر هفته افتتاحیه پنج روزه خود از ۲۷۲۷ سینما حدود ۷ تا ۹ میلیون دلار بفروشد. فیلم در روز نخست ۹۲۱٫۰۰۰ دلار درآمد داشت که ۳۴۵٫۰۰۰ دلار از پیش‌نمایش‌های سه‌شنبه شب بود. این فیلم برای اولین بار به ۲٫۷ میلیون دلار (شامل ۳٫۵ میلیون دلار در پنج روز) رسید و در رده هشتم قرار گرفت. این فیلم در سومین آخر هفته اکران خود ۱٫۲ میلیون دلار فروش کرد.
این فیلم برای اولین بار در باکس آفیس ایتالیا عرضه شد و مجموعاً ۱۰۹٫۰۳۶ یورو (۱۱۳٫۶۴۳ دلار آمریکا) فروش داشت.

### پاسخ انتقادی
در وبگاه جمع‌آوری نقد راتن تومیتوز، ٪۸۲ از ۲۷۲ بررسی منتقدان مثبت است و میانگینِ امتیاز آن ۷٫۴/۱۰ است. اجماع این وبگاه چنین می‌نویسد: «اگرچه شاید موضوع آن قابل تحمل نباشد، اما استخوان‌ها و همه‌ یک رفتار عمیقاً عاشقانه و قابل تأمل را اثبات می‌کند.» این فیلم در متاکریتیک که از میانگین وزنی استفاده می‌کند، بر اساس نظر ۵۴ منتقدین امتیاز ۷۴ از ۱۰۰ را کسب کرده که نشان‌گر «نقدهای عموماً مطلوب» است.

### جوایز و نامزدی‌ها
| جشنواره                   | تاریخ مراسم              | جایزه                             | دریافت‌کننده | نتیجه     | منبع   |
| ------------------------- | ------------------------ | --------------------------------- | --- | --------- | ------ |
| جشنواره فیلم ونیز         | ۳۱ اوت — ۱۰ سپتامبر ۲۰۲۲ | شیر طلایی                         | لوکا گوادانینو | نامزدشده  | [ ۳۱ ] |
| جشنواره فیلم ونیز         | ۳۱ اوت — ۱۰ سپتامبر ۲۰۲۲ | شیر نقره‌ای                        | لوکا گوادانینو | برنده     | [ ۳۱ ] |
| جشنواره فیلم ونیز         | ۳۱ اوت — ۱۰ سپتامبر ۲۰۲۲ | جایزه مارچلو ماسترویانی           | تیلور راسل | برنده     | [ ۳۱ ] |
| جایزه موسیقی هالیوود      | ۱۶ نوامبر ۲۰۲۲           | بهترین ترانهٔ اصلی در یک فیلم بلند | ترنت رزنر و آتیکوس راس برای ترانهٔ «خانه (تو این احساس را دادی)»                                                                           | نامزدشده  | [ ۳۲ ] |
| جوایز گاتهام              | ۲۸ نوامبر ۲۰۲۲           | نقش اصلی برجسته                   | تیلور راسل | نامزدشده  | [ ۳۳ ] |
| جوایز گاتهام              | ۲۸ نوامبر ۲۰۲۲           | نقش مکمل برجسته                   | مارک رایلنس | نامزدشده  | [ ۳۳ ] |
| انجمن منتقدان فیلم شیکاگو | ۱۴ دسامبر ۲۰۲۲           | بهترین بازیگر نقش مکمل مرد        | مارک رایلنس | نامزدشده  | [ ۳۴ ] |
| انجمن منتقدان فیلم شیکاگو | ۱۴ دسامبر ۲۰۲۲           | بهترین فیلمنامه اقتباسی           | دیوید کاجگانیچ | نامزدشده  | [ ۳۴ ] |
| انجمن منتقدان هالیوود     | ۲۴ فوریه ۲۰۲۳            | بهترین فیلم ترسناک                | استخوان‌ها و همه | در انتظار | [ ۳۵ ] |
| جایزه ایندیپندنت اسپیریت  | ۴ مارس ۲۰۲۳              | بهترین فیلم بلند                  | تیموتی شالامی، فرانچسکو ملزی دی اریل، لوکا گوادانینو، دیوید کاجگانیچ، لورنزو میلی، مارکو مورابیتو، گابریله موراتی، ترزا پارک، پیتر اسپیرز | در انتظار | [ ۳۶ ] |
| جایزه ایندیپندنت اسپیریت  | ۴ مارس ۲۰۲۳              | بهترین نقش اصلی                   | تیلور راسل | در انتظار | [ ۳۶ ] |
| جایزه ایندیپندنت اسپیریت  | ۴ مارس ۲۰۲۳              | بهترین نقش مکمل                   | مارک رایلنس | در انتظار | [ ۳۶ ] |